# 梅特蘭冰川
梅特蘭冰川是南極洲的冰川，位於葛拉漢地的鮑曼海岸，處於希契科克高地西坡，在1928年12月20日由澳大利亞拍攝空中照片，現時由南極條約體系管理。